# Callonotacris caeruleipennis
Callonotacris caeruleipennis is een rechtvleugelig insect uit de familie Romaleidae. De wetenschappelijke naam van deze soort is voor het eerst geldig gepubliceerd in 1944 door Liebermann.